# ريكاردو (لاعب كرة قدم مواليد 1983)
ريكاردو (بالبرتغالية: Ricardo Wéslei Campelo‏) هو لاعب كرة قدم برازيلي في مركز الهجوم، ولد في 19 نوفمبر 1983 في Birigui ‏ في البرازيل. لعب مع أتلتيكو باراناينسي وجيجو يونايتد ونادي بارانا ونادي فورتاليزا ونادي فيروفياريا ونادي ملبورن فيكتوري.

## وصلات خارجية
- ريكاردو (لاعب كرة قدم مواليد 1983) على موقع دوري كوريا الجنوبية (الإنجليزية)
- ريكاردو (لاعب كرة قدم مواليد 1983) على موقع قاعدة بيانات كرة القدم.إي يو (الإنجليزية)
- ريكاردو (لاعب كرة قدم مواليد 1983) على موقع Soccerway.com (الإنجليزية)